# مايك لويس (كرة سلة)
مايك لويس (بالإنجليزية: Mike Lewis)‏ مواليد 18 مارس 1946 في ميسولا، هو لاعب كرة سلة أمريكي سابق. بدأ مسيرته الاحترافية في سنة 1968. تم اختياره من قبل فريق بوسطن سيلتكس خلال الدرافت. يبلغ طوله 6 قدم 8 بوصة (2.0 م). اعتزل اللعب في 1974. لعب مع إنديانا بايسرز وكارولاينا كوغارز.

## روابط خارجية
- مايك لويس على موقع سبورتس رفرنس (الإنجليزية)
- مايك لويس على موقع كلية كرة السلة في سبورتس رفرنس.كوم (الإنجليزية)
- مايك لويس على موقع ريلجم (الإنجليزية)
- مايك لويس على موقع بروبوليرز (الإنجليزية)